# Eisendorf (Grafing bei München)

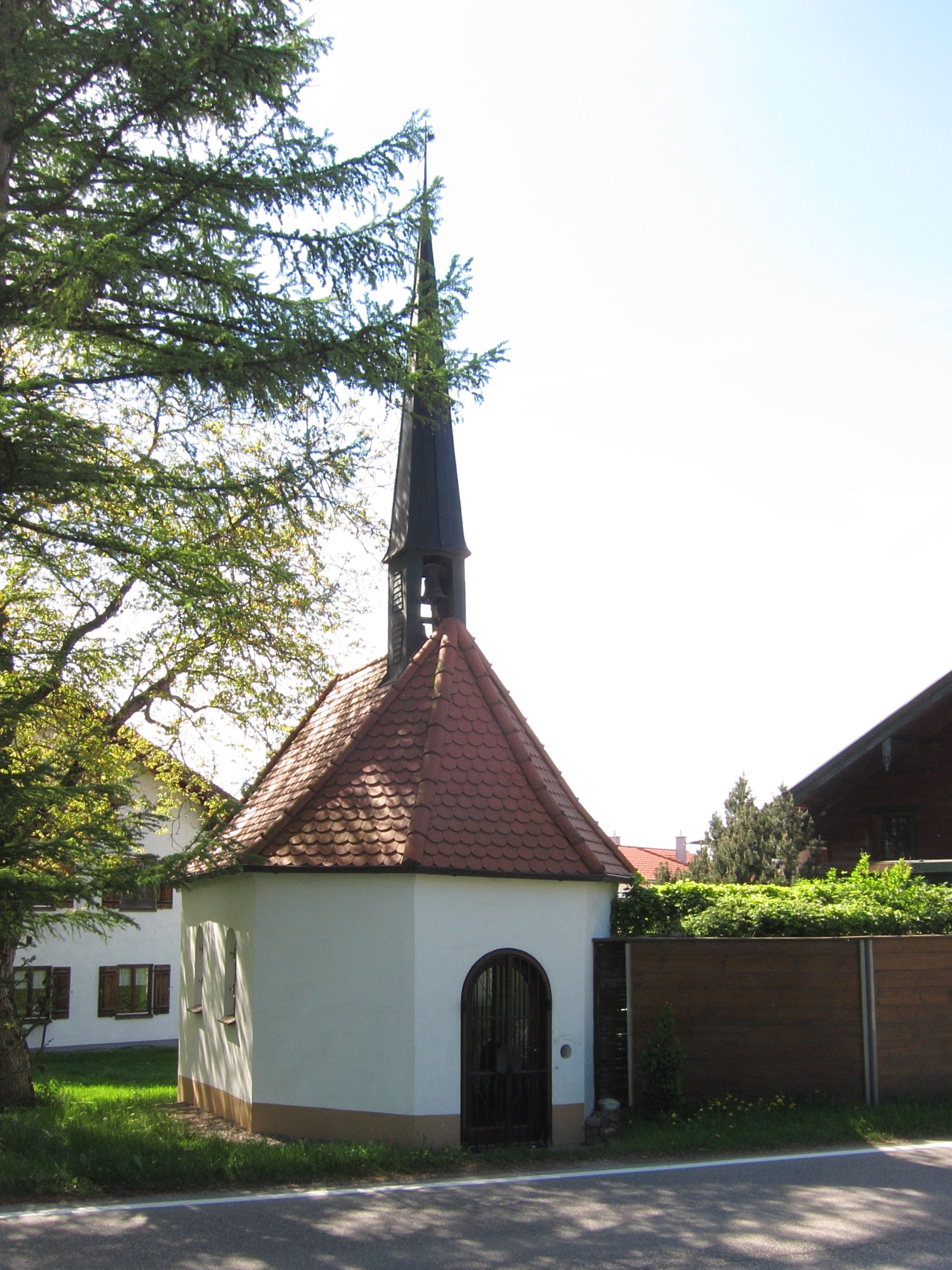
Kapelle in Eisendorf

Eisendorf ist ein Stadtteil von Grafing bei München im oberbayerischen Landkreis Ebersberg.

## Lage
Das Dorf Eisendorf liegt circa drei Kilometer südlich von Grafing an der Staatsstraße 2089.

## Baudenkmäler
Siehe auch: Liste der Baudenkmäler in Grafing bei München#Eisendorf
- Burgstall Eisendorf